# Lutas nos Jogos da Commonwealth de 2010
As lutas nos Jogos da Commonwealth de 2010 foram realizadas em Délhi, na Índia, entre 5 e 10 de outubro. Vinte e um eventos foram disputados na Arena Indira Gandhi, sendo sete de luta livre masculina, sete de luta livre feminina e outras sete de luta greco-romana.

## Medalhistas

### Luta livre
Masculino
| Evento     | Ouro                           | Prata                              | Bronze                          |
| Até 55 kg  | Azhar Hussain PAK Paquistão    | Ebikewenimo Welson NGR Nigéria     | Anil Kumar IND Índia            |
| Até 60 kg  | Yogeshwar Dutt IND Índia       | James Mancini CAN Canadá           | Sasha Masyarchyk ENG Inglaterra |
| Até 66 kg  | Sushil Kumar IND Índia         | Heinrich Barnes RSA África do Sul  | Chris Prickett CAN Canadá       |
| Até 74 kg  | Narsingh Yadav IND Índia       | Richard Addinall RSA África do Sul | Evan MacDonald CAN Canadá       |
| Até 84 kg  | Muhammad Inam PAK Paquistão    | Anuj Kumar IND Índia               | Andrew Dick NGR Nigéria         |
| Até 96 kg  | Sinvie Boltic NGR Nigéria      | Kory Jarvis CAN Canadá             | Leon Rattigan ENG Inglaterra    |
| Até 120 kg | Arjan Singh Bhullar CAN Canadá | Joginder Kumar IND Índia           | Hugues Onanena CMR Camarões     |

Feminino
| Evento    | Ouro                             | Prata                          | Bronze                        |
| Até 48 kg | Carol Huynh CAN Canadá           | Nirmala Devi IND Índia         | Odunayo Adekuroye NGR Nigéria |
| Até 51 kg | Ifeoma Christi Nwoye NGR Nigéria | Babita Kumari IND Índia        | Jessica MacDonald CAN Canadá  |
| Até 55 kg | Geeta Devi IND Índia             | Emily Bensted AUS Austrália    | Lovina Edward NGR Nigéria     |
| Até 59 kg | Alka Tomar IND Índia             | Tonya Verbeek CAN Canadá       | Tega Richard NGR Nigéria      |
| Até 63 kg | Justine Bouchard CAN Canadá      | Blessing Oborududu NGR Nigéria | Suman Kundu IND Índia         |
| Até 67 kg | Anita Tomar IND Índia            | Megan Buydens CAN Canadá       | Ifeoma Iheanacho NGR Nigéria  |
| Até 72 kg | Ohenewa Akuffo CAN Canadá        | Laure Ali Annabel CMR Camarões | Hellen Okus NGR Nigéria       |

### Luta greco-romana
Masculino
| Evento     | Ouro                             | Prata                               | Bronze                         |
| Até 55 kg  | Rajender Kumar IND Índia         | Azhar Hussain PAK Paquistão         | Promise Mwenga CAN Canadá      |
| Até 60 kg  | Ravinder Singh IND Índia         | Terence Bosson ENG Inglaterra       | Romeo Joseph NGR Nigéria       |
| Até 66 kg  | Myroslav Dykun ENG Inglaterra    | Jack Bond CAN Canadá                | Sunil Kumar IND Índia          |
| Até 74 kg  | Sanjay Kumar IND Índia           | Richard Addinall RSA África do Sul  | Hassan Shahsavan AUS Austrália |
| Até 84 kg  | Efionayi Agbonavbare NGR Nigéria | Manoj Kumar IND Índia               | Dean van Zyl RSA África do Sul |
| Até 96 kg  | Anil Kumar IND Índia             | Kakoma Bella-Lufu RSA África do Sul | Eric Feunekes CAN Canadá       |
| Até 120 kg | Ivan Popov AUS Austrália         | Talaram Mamma NGR Nigéria           | Dharmender Dalal IND Índia     |

## Quadro de medalhas
| Ordem | País          | Medalha de ouro | Medalha de prata | Medalha de bronze | Total |
| ----- | ------------- | --------------- | ---------------- | ----------------- | ----- |
| 1     | Índia         | 10              | 5                | 4                 | 19    |
| 2     | Canadá        | 4               | 5                | 5                 | 14    |
| 3     | Nigéria       | 3               | 3                | 7                 | 13    |
| 4     | Paquistão     | 2               | 1                |                   | 3     |
| 5     | Inglaterra    | 1               | 1                | 2                 | 4     |
| 6     | Austrália     | 1               | 1                | 1                 | 3     |
| 7     | África do Sul |                 | 4                | 1                 | 5     |
| 8     | Camarões      |                 | 1                | 1                 | 2     |
| TOTAL | TOTAL         | 21              | 21               | 21                | 63    |